# Alejandro Ayarza Morales

## Biografía
Alejandro Ayarza Morales nació el 21 de julio de 1884 en el Cercado de Lima, Barrios Altos - Perú. Hijo de José Ayarza Recabarren (1855-), profesor de piano y destacado cantor arequipeño y de la cantante limeña Rosa Morales Galup (1853-), crece en los años posteriores de la ocupación chilena -en una época de efervescente nacionalismo entre todos los peruanos- en el conocido Cuartel Primero, en Barrios Altos. Desde muy joven integra La Palizada, grupo de jóvenes bohemios y artistas de existir criollo y jaranero. Fue militar hasta el grado de Mayor de Caballería.
Apodado como el 'Karamanduka' -panecillo pequeño y dulcete que hacía referencia a su baja estatura y pícaro carácter- Ayarza de Morales escribió en las revistas teatrales Música Peruana, Pilsen en Lima y Un Paseo a Burro que tuvieron gran éxito a principios del siglo XX. Fue crítico festivo de El Comercio y es autor del vals costumbrista La Palizada y Los Ojos del Puente así como de la polka La Borrachera.
Es hermano de Rosa Mercedes Ayarza de Morales, notable compositora, maestra de canto, estudiosa y gran difusora de la música peruana.